# Bruno Cesario
Bruno Cesario (Portici, 30 aprile 1966) è un politico italiano.

## Biografia
Vive a San Giorgio a Cremano (Napoli); si è laureato in giurisprudenza, di professione è avvocato.

### Attività politica
Ha cominciato a fare politica nella Democrazia Cristiana, poi è stato nel PPI e ne La Margherita, vicino alle posizioni di Ciriaco De Mita.
Alle elezioni politiche del 2006 viene eletto alla Camera dei deputati nelle liste de L'Ulivo, nella Circoscrizione Campania 1.
Alle elezioni politiche del 2008 viene rieletto alla Camera dei deputati nelle liste del Partito Democratico, sempre nella Circoscrizione Campania 1.
Nel novembre 2009 lascia il Partito Democratico e passa all'Alleanza per l'Italia di Francesco Rutelli, approdando al Gruppo misto.
Nel settembre 2010 abbandona l'Alleanza per l'Italia.
Il 9 dicembre 2010, con l'avvicinarsi della votazione sulla mozione di sfiducia al Governo Berlusconi IV, dà vita al Movimento di Responsabilità Nazionale di cui è presidente, insieme con Domenico Scilipoti e Massimo Calearo.
Il 14 dicembre 2010 ha votato contro la sfiducia al Governo Berlusconi contribuendo così al mantenimento in carica dell'Esecutivo.
Il 5 maggio 2011 viene nominato Sottosegretario al Ministero dell'Economia del Governo Berlusconi IV in rappresentanza del sottogruppo Movimento di Responsabilità Nazionale entrato nel gruppo parlamentare Popolo e Territorio.
Il 9 gennaio 2012 sostituisce Domenico Scilipoti come vice capogruppo vicario di Popolo e Territorio alla Camera dei Deputati.
Alle elezioni politiche del 2013 è nuovamente candidato alla Camera dei Deputati nelle liste del Popolo della Libertà, nella circoscrizione Campania 1, tuttavia non viene rieletto.
Nel 2015 aderisce all'Unione di Centro e, in occasione delle Elezioni Regionali in Campania del maggio 2015, sostiene il candidato del centro-sinistra Vincenzo De Luca e si candida per la carica di consigliere regionale, ottiene circa 1200 preferenze e non viene eletto.
Il 3 settembre 2015 viene nominato da Vincenzo De Luca delegato regionale della Campania al CIPE.
Il 6 febbraio 2018 diviene Capoufficio del Presidente De Luca, andando a sostituire Franco Alfieri, quest'ultimo candidato alle elezioni politiche.